# Le Doudou
Pour plus de détails, voir Fiche technique et Distribution.
Le Doudou est une comédie française réalisée par Julien Hervé et Philippe Mechelen et sortie en 2018. Le film, qui se présente comme un buddy movie (film de potes), a pour acteurs principaux Kad Merad et Malik Bentalha.

## Synopsis
Michel, un père de famille bourgeois, a perdu le doudou de sa fille à l’aéroport de Roissy. Il dépose un avis de recherche avec une récompense. Sofiane, jeune employé à l’aéroport, y voit l’occasion de se faire un peu d’argent et prétend avoir retrouvé la peluche. Le mensonge révélé, Sofiane propose alors son aide pour retrouver le vrai doudou, contre rémunération. Le duo part alors à sa recherche mais cela va se révéler plus compliqué que prévu et les conduire dans des lieux improbables.

## Fiche technique
- Titre original : Le Doudou
- Scénario et réalisation : Julien Hervé et Philippe Mechelen
- Musique : Hervé Rakotofiringa
- Photographie : Stéphane Le Parc
- Costumes : Emmanuelle Youchnovski
- Production : Richard Grandpierre
- Sociétés de production : Eskwad et TF1 films production ; SOFICA : Cofimage 28, Sofitvciné 4
- Société de distribution : Pathé Distribution
- Pays de production :  France
- Genre : comédie
- Durée : 90 minutes
- Date de sortie :
  - France : 20 juin 2018
- Classification :
  - France : tous publics

## Distribution
- Kad Merad : Michel Barré
- Malik Bentalha : Sofiane
- Guy Marchand : Francis
- Romain Lancry : Alex
- David Salles : Thierry
- Isabelle Sadoyan : Marie-Lucie Gramont
- Lou Chauvain : Léa
- Enya Baroux : Marie-Christine Gramont
- Olivier Baroux : père de Marie-Christine
- Élie Semoun : Père Gouthard
- Alexandra Mercouroff : Anne-Catherine
- Michel Scotto di Carlo : Guy-Patrick
- Alain Rimoux : Le châtelain
- Ludovic Berthillot : Fred, le concierge
- Julia Vignali : Clara, la femme de Michel Barré
- Gabriel Washer : Maxence
- Mahdi Alaoui : Fekir, l'agent de sécurité de l'aéroport

Le film est dédié à l'actrice Isabelle Sadoyan, qui y joue son dernier rôle. Celle-ci meurt en juillet 2017, avant la sortie du film.

## Genèse du film
Les deux réalisateurs Julien Hervé et Philippe Mechelen étaient tous les deux auteurs aux Guignols de l'info sur Canal +. Ils avaient ensuite tous les deux été scénaristes sur la série des Tuche. Le producteur des Tuche 2, Richard Grandpierre, demanda à Julien Hervé et Philippe Mechelen  d'écrire un scénario pour une comédie et, au moment de réfléchir au réalisateur, il leur proposa de réaliser eux-mêmes le film, qui est leur première réalisation.

## Lieux de tournage
- Aéroport de Paris-Charles-de-Gaulle, principalement le terminal T3[1] (qui accueille les vols low-cost et charters).
- Château de Courson à Courson-Monteloup dans l'Essonne[3].

## Prix et accueil critique
Le film reçoit le prix du Jury du Festival international du film de comédie de l'Alpe d'Huez 2018.
Sur le site AlloCiné, le film reçoit une note de 3/5 de la presse et de 2,4/5 des spectateurs.

## Box office
Le film sort en France le 20 juin 2018 dans 502 salles. Il réalise 31 760 entrées pour sa première journée.
Pour sa première semaine, il cumule 138 907 entrées. Il termine sa carrière en salles après sept semaines, à 401 326 entrées ce qui est considéré comme « très décevant compte tenu du budget du film (6,8 millions d'euros). »